# Hoge Molen
Le Hoge Molen — littéralement : haut moulin — est un moulin à vent de type Grondzeiler (« marin de terre ») (sorte de moulin qui peut être directement actionné depuis le sol). Il est localisé au niveau du Boezemkade (quai de Boezem), à Nieuw-Lekkerland, district de la commune de Molenwaard, dans la province de Hollande-Méridionale.
Il appartient au réseau des 19 moulins de Kinderdijk-Elshout, site classé patrimoine mondial de l'humanité par l'UNESCO en 1997,.

## Histoire
Le moulin est construit en 1740. Dans la seconde moitié du XIXe siècle, le moulin fait l'objet de plusieurs modifications qui permettent de le moderniser et d'augmenter sa capacité de drainage. Après avoir cessé de fonctionner à partir de 1955, le Hoge Molen bénéficie d'une importante restauration en 1966.
Le Hoge Molen fait l'objet d'une inscription au titre de monument national néerlandais en date du 7 mai 1968.
En 1981, le moulin est doté d'un nouveau moteur en 1981.

## Caractéristiques
Le Hoge Molen est un moulin de type marin de terre ayant pour destination de drainer un polder.
Le moulin possède une envergure comprise entre 28 et 28,20 m. Il dispose d'une roue à aubes fabriquée en 1854 et mesurant 6,25 m de diamètre. Le rapport d'engrenage entre la grande roue dentée et la petite roue dentée est de 1.94. Sa roue supérieure (ou rouet) est constituée de 32 barres internes et dispose de 71 alluchons (sorte de dent) d'une longueur de 12,8 cm. Sa roue inférieure est, quant à elle, dotée de 47 alluchons, chacune d'une longueur de 12,0 cm. D'autre part, le Molen est muni d'un frein de blocage aménagé via l'axe de rotation des ailes.
Sur le fronton du moulin, aux ornements sobres et peint en vert foncé, une inscription blanche indique la date de sa construction en latin : « Anno 1740 ».

## Galerie de photographies

Aperçus du Hoge Molen.
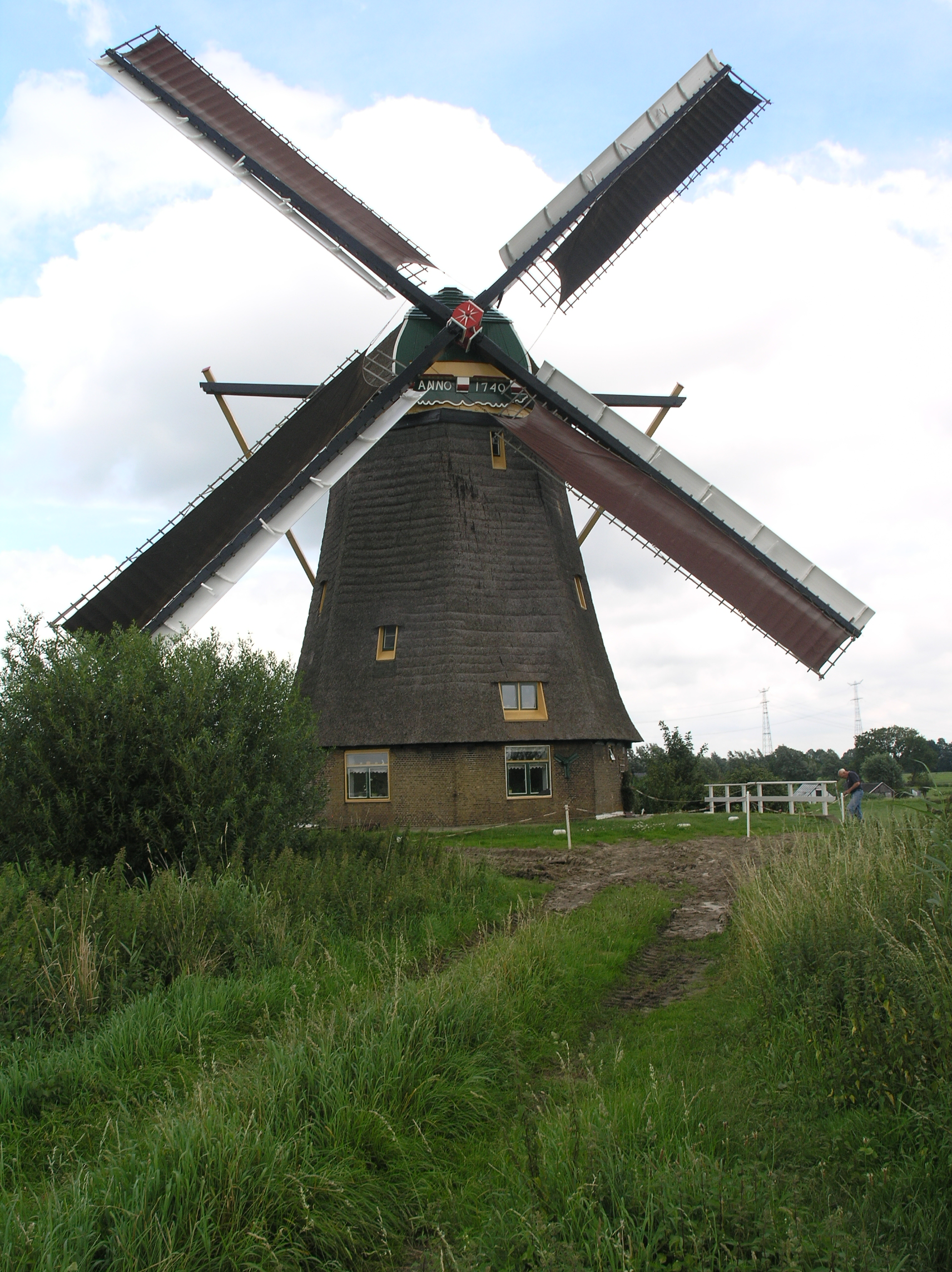
Vue d'ensemble du moulin.
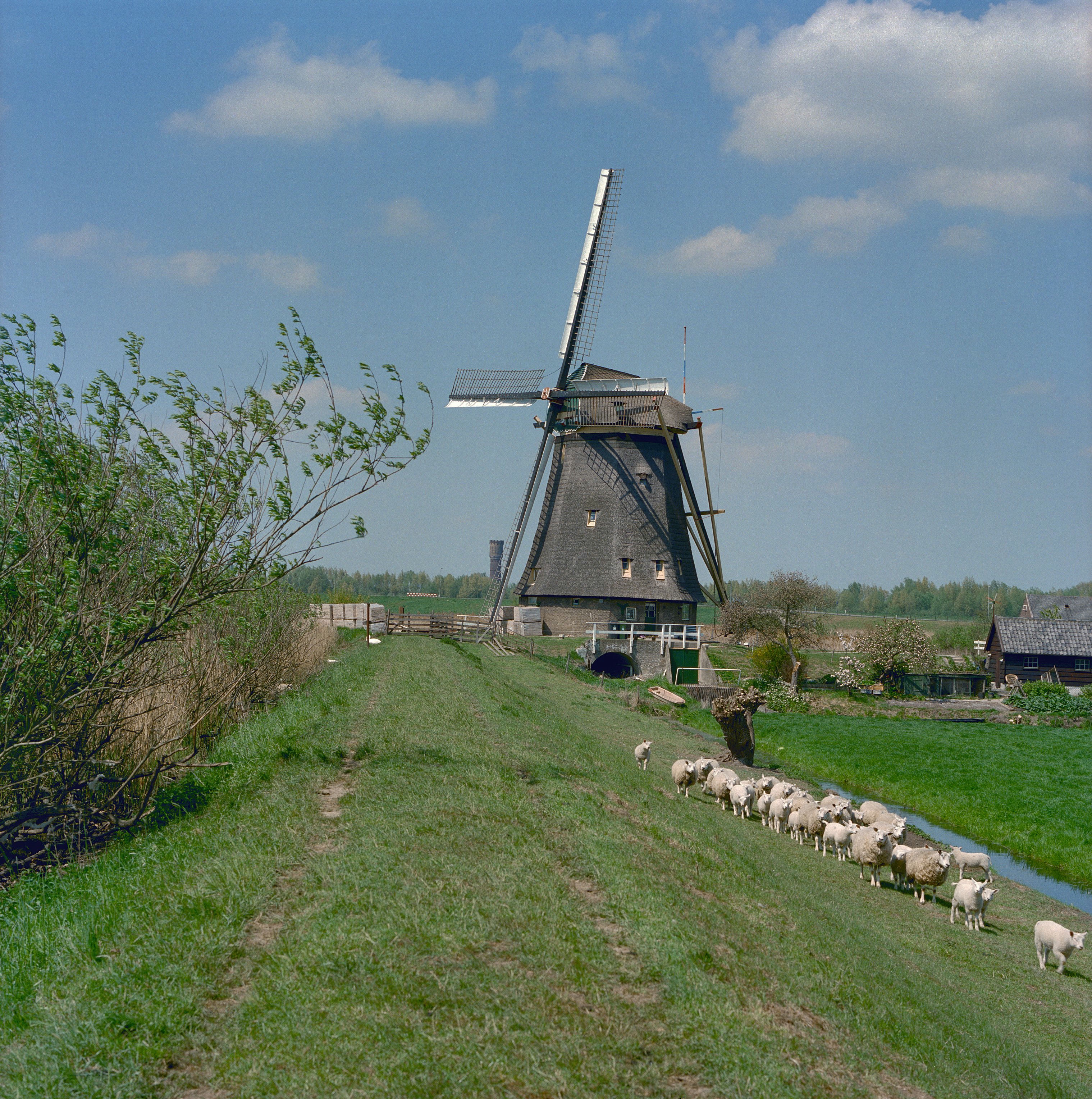
Le moulin dans son environnement.
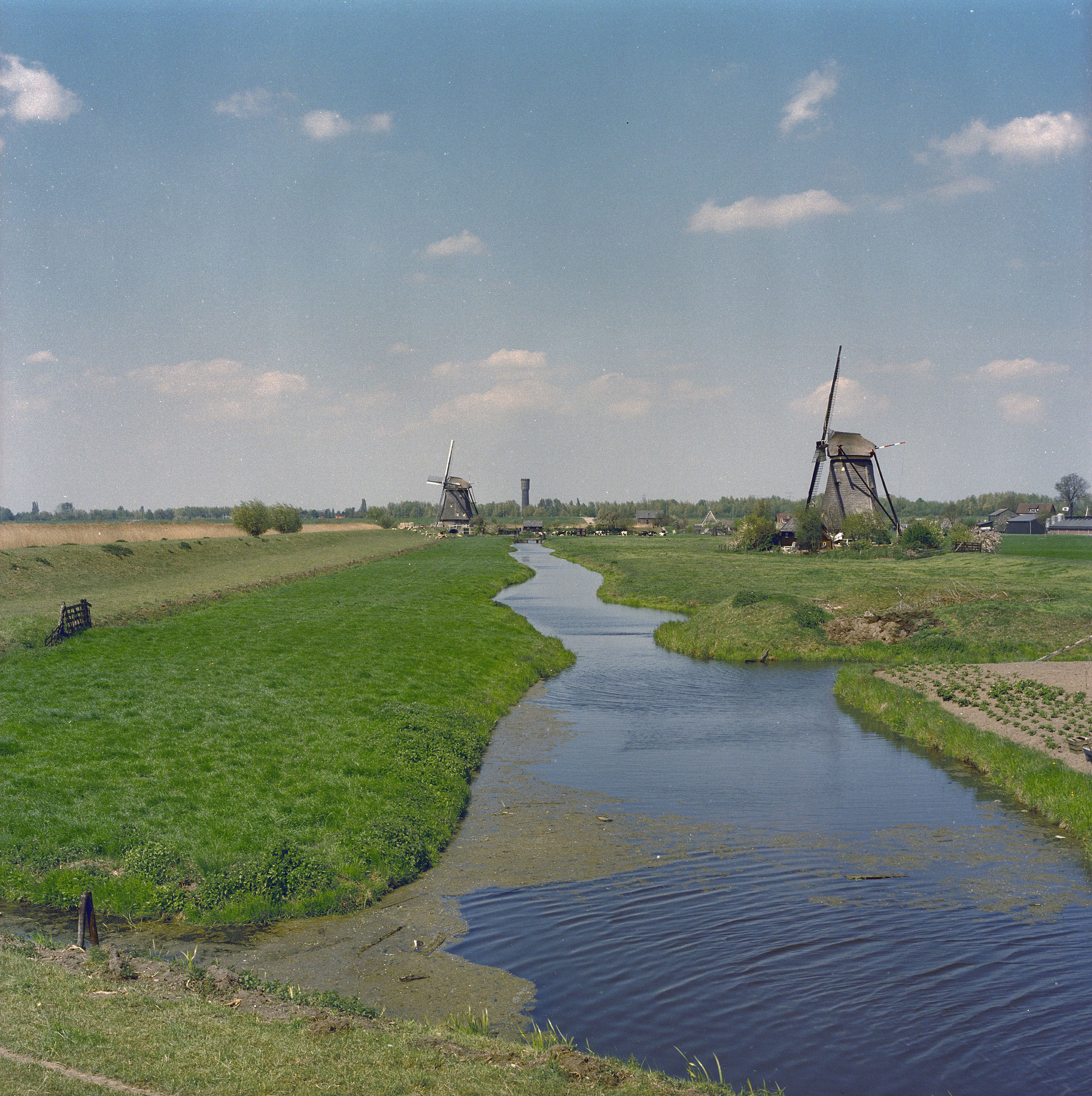
Le Kleine of Lage Molen et le Hoge Molen.

## Pour approfondir